# 宇治市源氏物語ミュージアム
宇治市源氏物語ミュージアム（うじしげんじものがたりミュージアム）は、京都府宇治市にある公立博物館。『源氏物語』の幻の写本とよばれる「大沢本」など「源氏物語」に関する資料の収集・保管等を行う。1998年に開館し、開館10周年にあたる2008年9月にリニューアルが行われた。

## 展示室
- 平安の間
  - 映像展示「源氏物語と王朝絵巻」
- 架け橋
- 宇治の間
  - 映像展示「宇治十帖」
- 映像展示室
  - 映像展示「橋姫 女人たちの心の丈」 - 声の出演：緒形直人、白石加代子
  - 映像展示「浮舟」 - 制作：ホリ・ヒロシ　/　監督：篠田正浩
- 物語の間

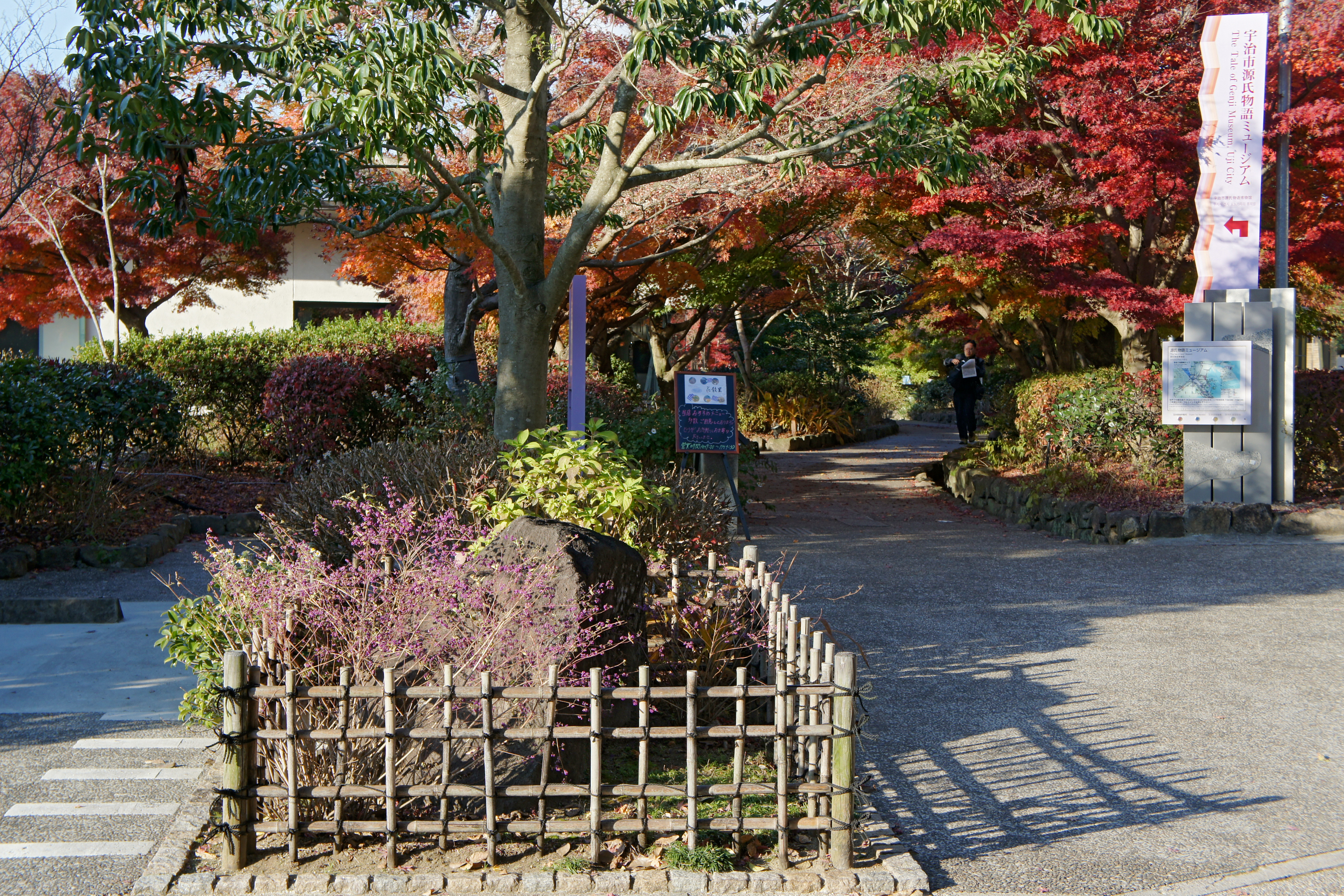
アプローチ
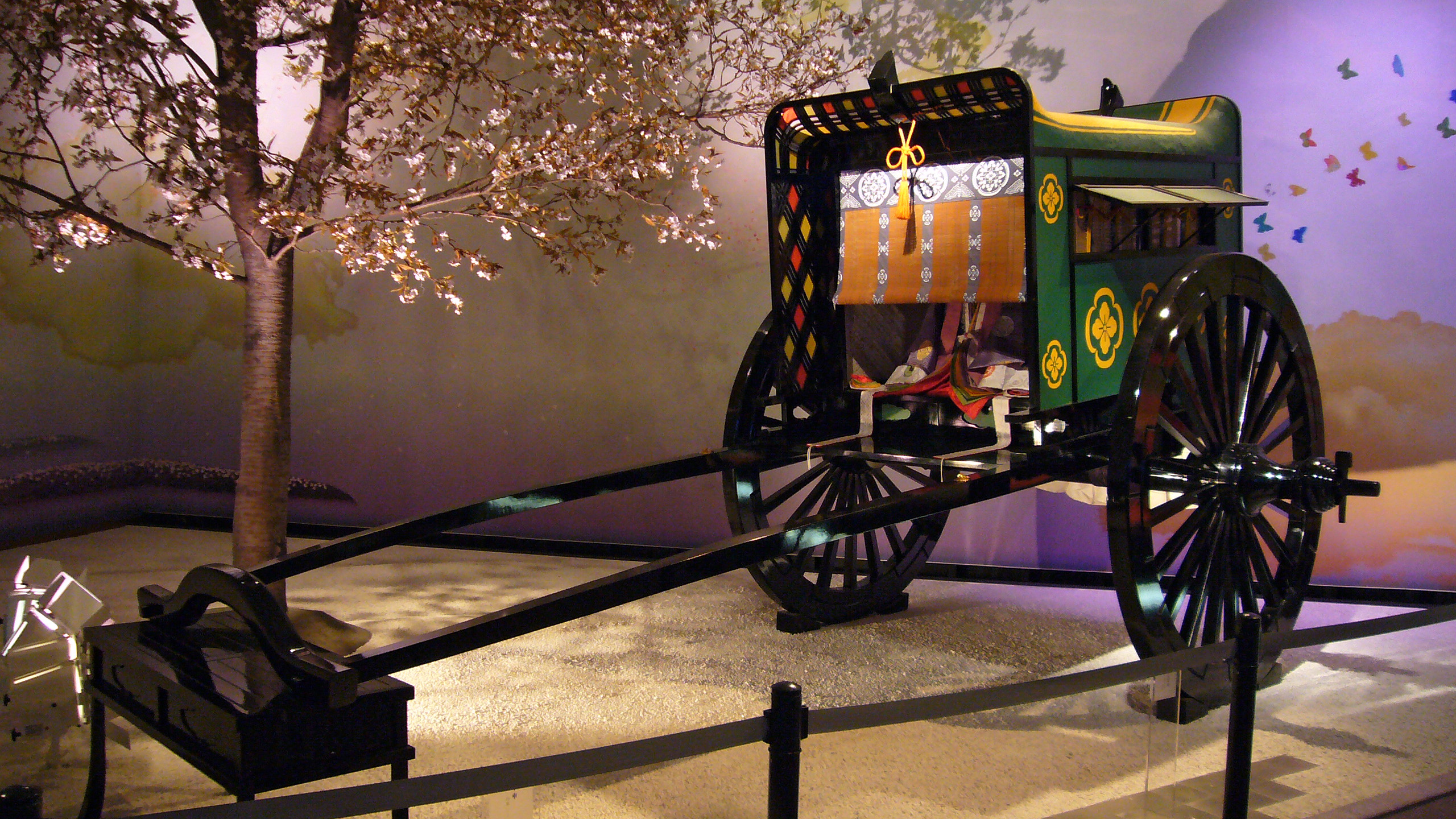
展示室（写真は復元された牛車）
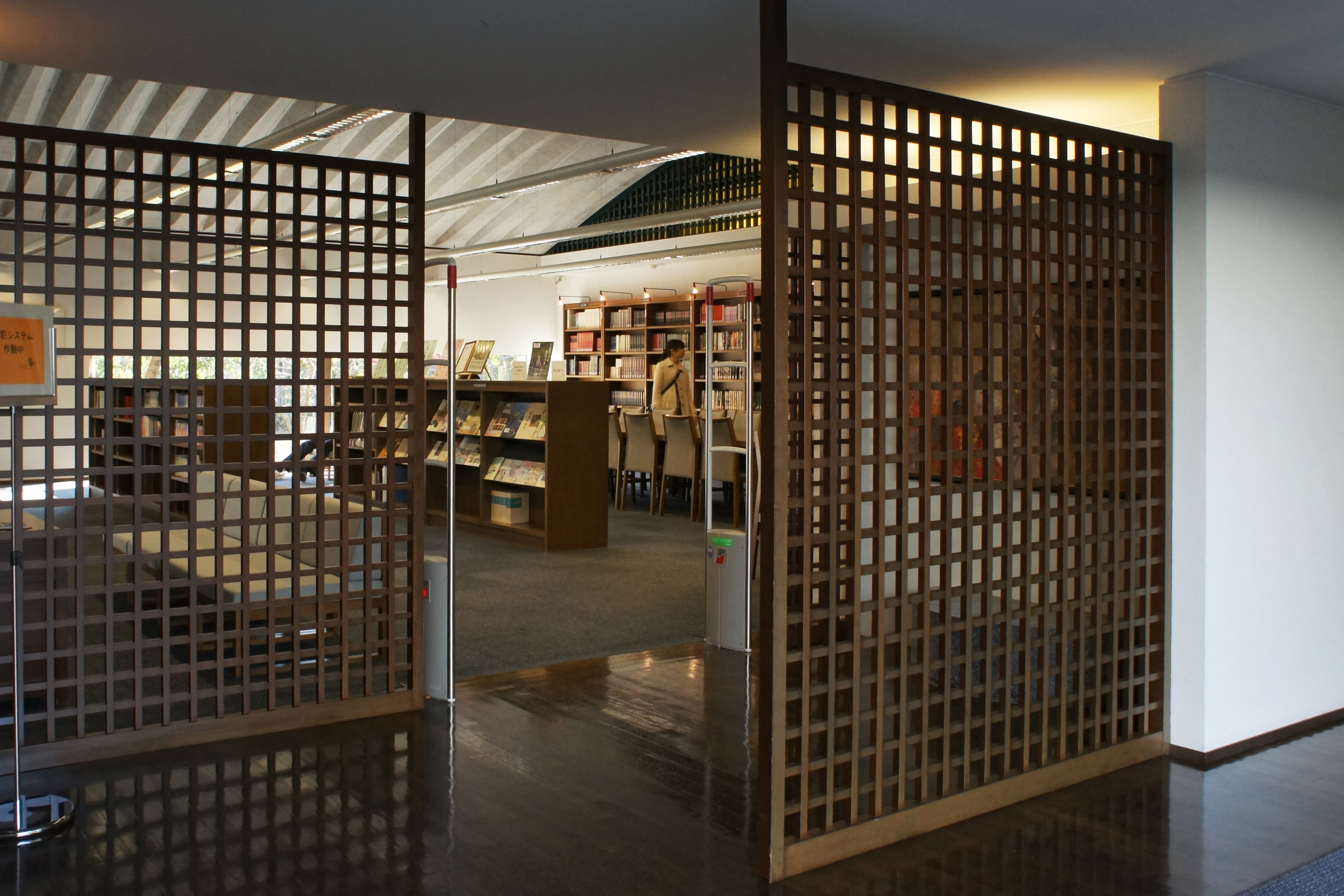
ライブラリ
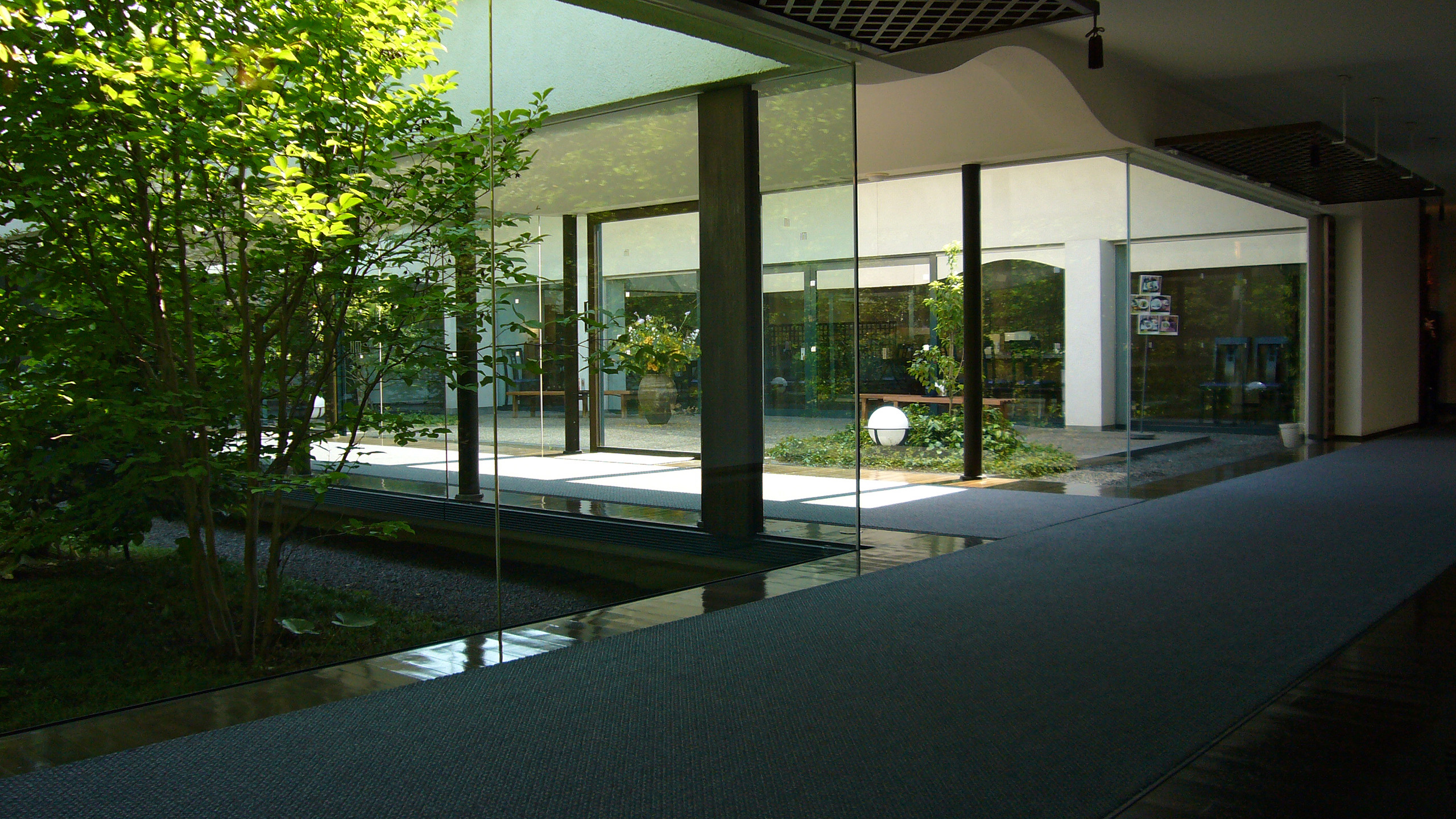
館内通路

## 利用情報
- 開館時間：9:00 - 17:00（入館は16:30）
- 休館日：原則として毎週月曜日（祝日の場合はその翌日）、12月28日 - 翌年1月3日

## 交通アクセス
- 京阪宇治線 宇治駅 徒歩8分
- JR奈良線 宇治駅 徒歩15分

## 関連文献
- 宇治市源氏物語ミュージアム編『光源氏に迫る 源氏物語の歴史と文化』吉川弘文館、2021年6月　ISBN　9784642083997

## 周辺
- 三室戸寺
- 宇治上神社、宇治神社
- 福寿園宇治工房
- 朝霧橋